# Lepturges complanatus
Lepturges complanatus är en skalbaggsart som beskrevs av Bates 1863. Lepturges complanatus ingår i släktet Lepturges och familjen långhorningar. Inga underarter finns listade i Catalogue of Life.